# Мусале на простору Босне и Херцеговине
Мусала на простору Босне и Херцеговине или џамија под ведрим небом (тур. musalla) су колективно место  (ливада, башта или какав други већи простор) на коме муслимани целог града или вароши, групно под отвореним небом клањањају бајрамску молитву, заједнички намаз, као што су џума и џеназе. Она је за разлику од већине других имала зидани михраб за имама и менберу за учење хутбе.

## Општа разматрања
Из Исламског лексикона, Неркеза Смаилагић, сазнајемо да се у време последњег божјег пророка Мухамеда, након његовог преласка у Медину, бројне светковине, одржавале на оваквим местима са посвећеним карактером. Богослужења мртвима, молитва кишу и други ритуални обреди одржавали су се не само на мусли у Медини, већ и у многим другим местима, па тако и у Босни и Херцеговини. 
Пространо место, опасано зидом са михрабом (овално место у зиду мусале или џамије), имало је свој простор попут говорнице (минбер) за хатиба, човека који је предводио обред.
Поред Бајрама, на мусалама се излазило ради заједничке молитве за кишу и за испрћај хаџије. 
За мусале у Босни и Херцеговини карактеристично је да се намаз вршио петком.

## Историја мусала на Балканском полуострву
Мусале на Балканском полуострву први пут су грађене на местима где је по традицији обављен први намаз након окупацији града (нпр мусла у Санском Мосту), током освајачких похода османских султана, посебно Мехмеда II и Сулејмана Величанственог. 
Средства за одржавање вакуфских мусла обезбеђивали су вакуфи, који су оставили неколико исправа о завештању верског добра (вакуфнама), међу којима су сачуване они за мусале у Коњицу, Призрену и Јањини (Грчка). 
Поред ових вакуфских постојали су и државне мусале, створене средствима грађана, за које је држава преузимала на себе њихово одржавање. Најбољи пример државне мусале везан је за Бања Луку и мусалу у Горњем Шехеру (срушене 1957. године), уз саму обалу Врбаса, на месту са топлим изворима, јавном бањом и хавузом са топлом водом, по чему ће каснје мусала добити име Илиџа.
Данас се део историје Босне и Херцеговине може реконструисати на Љубушкој мусали, у Љубушком, која се налази на крају Гожуљске махале, уз старо мезарје, иако је она због вишевековног некоришћења обрасла травом и корвом.

## Познатије мусала не простору Босне и Херцеговине
На подручју Балканског полуострва некада је био велики број мусала, али је мало њих преживело до сада. Скоро сваки град и касаба у Босни и Херцеговини, у последњих 5 векова су некада имали властиту мусалу. Највећи број мусале у Босни и Херцеговини је прекинуо са радом доласком аустроугарске власти, а потом су до Другог светског рата уништене и преостале.
Дана у Босни и Херцеговини неке од познатијих су:
Мусала у Доњем Каменграду
Мусала у Доњем Каменграду код Санског Моста, један је од ретких споменика ове врсте сачуван у оригиналном облику до данањих дана. Она је најзападнији познати очуван физички траг који је током свог похада на простору Босне оставио султан Мехмед Фатих, у чијој близини је споменик палим војницима. Реконструкција мусале и изградња споменика завршена је уз подршку Турске агенције за међународну сарадњу и координацију (ТИКА). 
Тако је она постала место за заједничку молитву муслимана на отвореном, као један од симбола првог сусрета средњевековне Босне са исламом, најзападнији је физички траг османског султана Мехмеда Фатих остављен приликом похода у тој земљи.
Мусала у Сребреници
Мусала у Сребреници која је постојала све до 1953. године, налазила се на простору где се данас налази обданиште у овој вароши. У њој се по казивању мештана, клањало све до 1935. године. Сребреничка мусала која је била димензија 20 x 15 метара, била је једна од ретких која је имала михраб у зиду и менберу од дрвене грађе. Мусала је била препокривена и ограђена чамовим даскама.
Последњи имам Мусале био је хаџи Абид ефендија Ђозић, син кадије хаџи Мустафе.
Мусала у Меморијалном центру Сребреница — Поточари
Мусала у Меморијалном центру Сребреница — Поточари је новијег датума и по свом изгледу најпрепознатљивији је објекат унутар сакралог дела Меморијални центар Сребреница — Поточари.
Изграђена је и званично отворена од стране бившег америчког председник Била Клинтон у септембру 2003. године, на основу Одлуке Високог представника у Босни и Херцеговини Волфганга Петрича од 25. октобра 2000. године, да се на земљишној локацији у Поточарима, Општина Сребреница, уреди мезарје и спомен обележја онима који су страдали у јулу 1995. године у масовном злочину.
Сарајевска мусла
Сарајевска мусла се налазила на месту некадашњег Извршног већа Босне и Херцеговине.
Височка мусала
Височка мусала налазио се у градском парку, отприлике на почетку данашње спомен костурнице. Полседњи трагови мусала су уклоњени средином 1963. године када се по пројекту Маријана Коцковића, познатијег архитекте тога времена, почела градити партизанска спомен костурница.
Мостарска мусала
Мостарска мусла (или Мераја под отвореним небом, како се говорило о мусали), која се налазла уз Ћосе Јахја-хоџину џамију, била је у власништву вакуфа ове џамије. Заузимала је широк простор између Ћосе Јахја-хоџине џамије, парка (бивша Дрљевичка башта), Неретве и Бањског сокака, а са свих страна била је опасана зидом.
Преживела је све токове историјских збивања и догађања, од  османлијске владавине  до данашњих дана и претрпела многе промене. До 1878. године била је ограђена зидом и на овом простору се клањало. Касније су на њој турски војници талимили (вежбали).  Рушење Мусале почело је одмах по доласку аустроугарске управе 1878. године. Године 1882. изграђен је мост преко Неретве на Мусали, а 1892. хотел Неретва. Зид Мусала, као и минбар, срушио је неки Бехлиловић и од њеног камена је саграђена кућа. Са доласком Аустроугарске, мусала је променила свој ранији изглед, и звала се „Трг Фрање Јосипа“. Од 1945. године Мусала је носила назив „Трг Републике“. Најтеже девастирање мусала је доживела током рата на простору Босне и Херцеговине 1992. и 1993. године.
Бањалучка мусала
Бањалучка мусала, која је била први верски јавни објекат изграђен у овом граду за време владавине Османлија, и заправо је била џамија. Налазила се у бањалучком насељу Илиџа и представљала је отворени јавни простор са михрабом и мимбером. Срушена је у склопу реконструкције града 1957. године.
Љубушка мусла
Данас се део историје Босне и Херцеговине може реконструисати на Љубушкој мусали, у Љубушком која се налази на крају Гожуљске махале, уз старо мезарје које није коришћено неколико векова. Површина ове мусал (зарасле у ковор, шипурак и друго шипражје) је 25 х 10 метара.